# Citadelle de Bitche
La citadelle se situe dans la commune française de Bitche et le département de la Moselle. Chef-d'œuvre de l'art militaire, la citadelle est le plus important site historique du pays de Bitche.

## Histoire

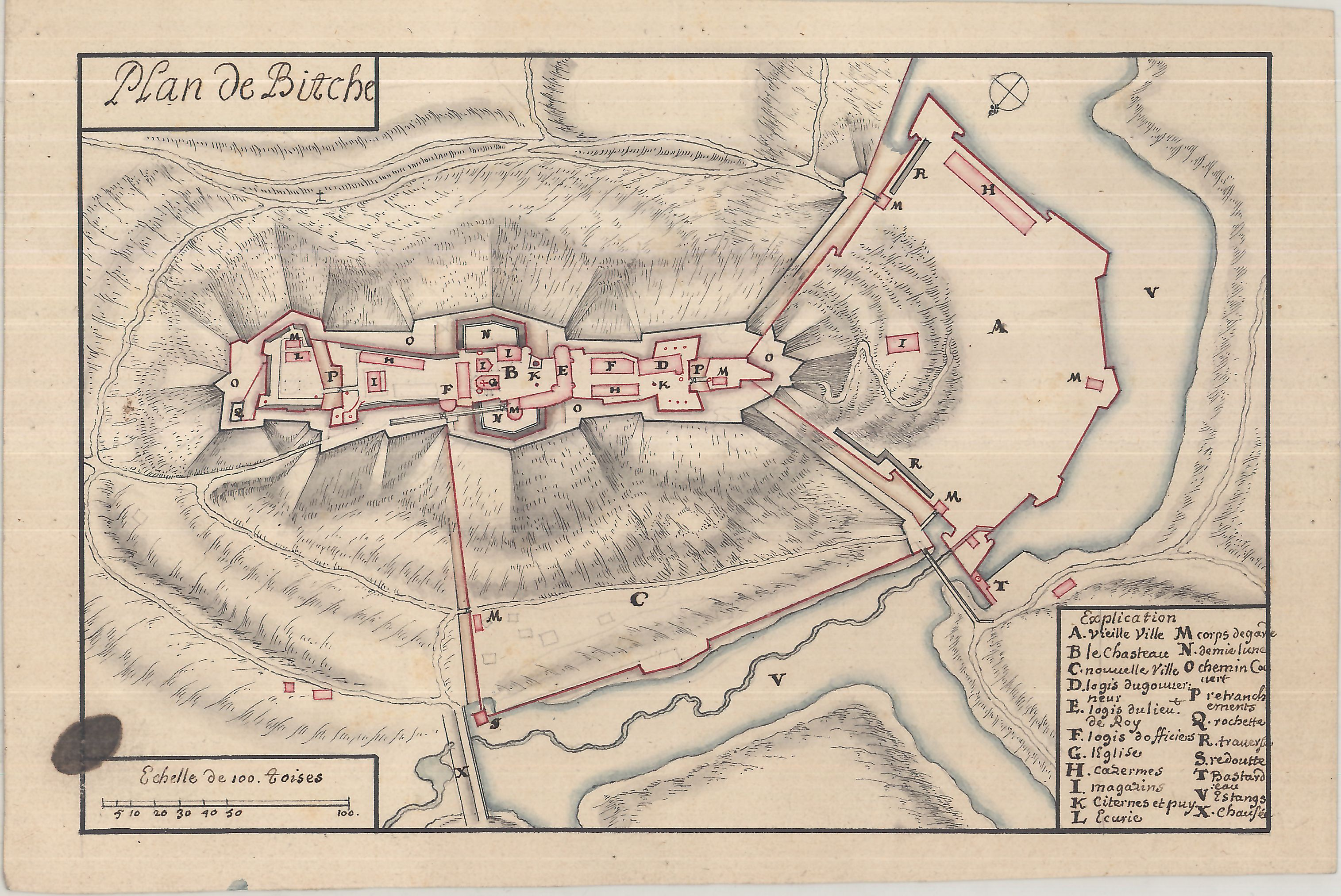
Plan de la citadelle en 1775.

La première mention du nom de Bitche se trouve dans une lettre datée du milieu de XIIe siècle et dans laquelle le duc de Lorraine Mathieu Ier demande au comte de Sarrewerden de respecter les limites ainsi que les habitants de sa seigneurie de Bitche. Dans cette lettre écrite en lettres gothiques mais en latin, les limites de cette seigneurie sont parfaitement établies. Dès 1170, un Bitis Castrum apparaît dans un document où Frédéric Ier de Lorraine se dénomme lui-même Dominus de Bites, « seigneur de Bitche ». La tradition situe ce premier château de Bitche, ou Altbitsch, sur le Schlossberg au nord du village de Lemberg. Le château donnera son nom à la seigneurie puis à la ville de Bitche. Ce château semble plutôt être un pavillon de chasse situé dans la proche forêt de Lemberg. Il semble qu'à la même époque, sans qu'il soit possible de dater l'évènement, un autre pavillon est construit sur le Schlossberg à l'emplacement de l'actuelle citadelle. L'intérêt stratégique de ce promontoire avec vision panoramique sur plusieurs vallées n'a pu échapper aux seigneurs de l'époque. Le second château fort est donc sans doute construit à la fin du XIIIe siècle par le comte Eberhard de Deux-Ponts, décédé en 1321, sur le rocher actuel de la ville de Bitche. Il est partiellement détruit au début du XVIe siècle pendant la guerre des Paysans.
Au XIIIe siècle, la seigneurie de Bitche étant le seul territoire du duc de Lorraine à se trouver dans le domaine linguistique germanophone et du fait du morcellement des possessions des comtes de Deux-Ponts, elle se trouve géographiquement isolée. Le comte Eberhard II de Deux-Ponts propose alors un accord d'échange au duc de Lorraine. Cette transaction se fait par deux traités : celui du 13 mai 1297 et celui du 1er juillet 1302. Le comte Eberhard II de Deux-Ponts épouse en 1309 Agnès de Bitche, fille de Thiébaud II de Lorraine et prend le titre de comte de Deux-Ponts et seigneur de Bitche et après l'avoir transformé, fait du château de Bitche sa résidence principale. Jusqu'au début du XVIe siècle, la seigneurie de Bitche dépend en définitive du Saint-Empire romain germanique. Lorsque Reinhard de Bitche meurt en 1531, ses deux fils se partagent son domaine. Mais bien vite, ils se brouillent et se querellent si bien que le duc de Lorraine commence à avoir des visées sur cette seigneurie. En fin de compte, Amélie de Bitche, fille de feu Simon Wecker et épouse de Philippe de Limange, vend la terre de Bitche au duc de Lorraine Charles II pour la somme de 50 000 écus. Il semble pourtant que les choses ne se passent pas très facilement puisqu'en 1563, le comte Jacques de Bitche rachète les maisons en bas du promontoire rocheux, les fait raser et fait construire des remparts pour se protéger des ducs de Lorraine auxquels il ne veut pas payer les aides. Jacques meurt en 1570 sans laisser de descendants directs, il est le dernier comte de Deux-Ponts-Bitche.
En 1634, Richelieu, pour punir le nouveau propriétaire, Charles IV de Lorraine, décide de le déposséder de ce qui lui reste encore. Le maréchal d'Humières est chargé de prendre le château de Bitche qui se rend après un siège de dix jours. Les Français s'installent dans le pays et les malheurs continuent. Lorsque Louis XIV s'empare de Bitche en 1680, le château des comtes de Deux-Ponts-Bitche, restauré à plusieurs reprises, est en ruine. Durant l'hiver 1673-1674, Turenne prend ses quartiers d'hiver dans le Palatinat et vient visiter Bitche. Impressionné par l'importance stratégique du site, il finit par convaincre Louis XIV de fortifier ce point et en 1679, le roi charge Vauban de ce travail. Les travaux ont lieu de 1683 à 1697 et coûtent à la France 2 500 000 livres d'or, une somme énorme pour l'époque. La citadelle est démantelée en 1698 par suite des clauses du traité de Ryswick qui cède la ville de Bitche à Léopold Ier, duc de Lorraine. Les nouvelles fortifications doivent être rasées et un régiment originaire des Flandres se charge de cette besogne de l'automne 1697 à l'été 1698. En 1701 éclate la guerre de Succession d'Espagne et, une nouvelle fois, une garnison française vient occuper Bitche. Les soldats s'efforcent aussitôt à reconstruire les fortifications construites par Vauban et rasées peu de temps avant.

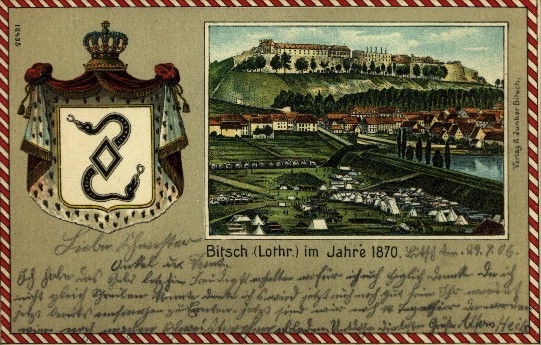
Vue de la citadelle durant le siège de 1870.

En 1735 et 1736 sont signés des accords spécifiant que le duc de Lorraine François Stéphane renonce aux duchés de Bar et de Lorraine au profit du roi de Pologne en exil Stanislas Leszczynski, dont la fille a épousé le roi de France Louis XV. Le roi déchu vient donc s'installer à Lunéville et prend le titre de duc de Lorraine. En 1738, Louis XV autorise à reconstruire la place forte de Bitche, intégrée au système défensif des frontières françaises, sous la direction du maréchal de Bournay. Quand celui-ci meurt en 1740, il est remplacé par un homme providentiel pour la ville de Bitche, le comte de Bombelles. Celui-ci se met à l'ouvrage dès 1741 et, lorsqu'en 1744, les mercenaires guerroyant pour l'Autriche s'approchent de Bitche, ils sont repoussés. Les travaux de fortification durent jusqu'en 1765, comme l'indique la plaque que Louis XV fait poser à l'entrée. Le tracé de Vauban est respecté et renforcé par d'autres ouvrages. Les travaux sont assurés par Cormontaigne, qui rénove les casernes, les bâtiments pour les officiers du génie et le gouverneur, les magasins pour l'artillerie et la poudre, les corps de garde et la défense des glacis. De 1755 à 1760 a lieu la construction de l'ouvrage avancé et en 1765 l'aménagement de l'esplanade au pied du glacis.
Le commandant Louis-Casimir Teyssier, qui commande la place de Bitche, soutient un siège face à l’assaillant prussien du 8 août 1870 au 26 mars 1871. La ville est bombardée du 23 août au 21 septembre 1870. Un blocus est imposé du 25 septembre 1870 au 25 mars 1871. Le commandant Teyssier remet la place aux Allemands le 26 mars 1871, sur ordre du gouvernement. Le commandant et les troupes françaises quittent la place avec les honneurs de la guerre.
Partiellement détruite lors du siège en 1870-1871, la citadelle est modernisée par les Allemands de 1871 à 1900, puis à nouveau endommagée en 1944-1945 par l'artillerie américaine. Les faits les plus victorieux pour les défenseurs de la citadelle sont l'attaque de 1793 et la guerre franco-prussienne de 1870. La citadelle ainsi que les souterrains sont classés au titre des monuments historiques depuis 1979.
Le 23 mai 2006, trois cloches ont été fondues à l'occasion de l'inauguration officielle du nouveau parcours de visite, en présence de représentants politiques. Christiane Leroy, épouse du président du conseil général, la marraine et Gérard Mordillat, le réalisateur de la Forteresse assiégée, le parrain, ont coulé avec les ouvriers de l'entreprise strasbourgeoise Vœgele le mélange de cuivre et d'étain. Le 25 mai 2006, les fondeurs ont cassé les gangues d'argile et de crottin de cheval pour révéler les trois cloches. La plus lourde, pesant soixante-trois kilos et frappée aux armoiries de la ville et du commandant Teyssier, sonnera à la volée tandis que les deux autres, pesant quarante et vingt kilos, rejoindront l'unique cloche d'époque pour sonner l'heure. Le carillon, quant à lui, ne fonctionnera qu'en 2007, date de la restauration de la chapelle de la citadelle.

## Tourisme

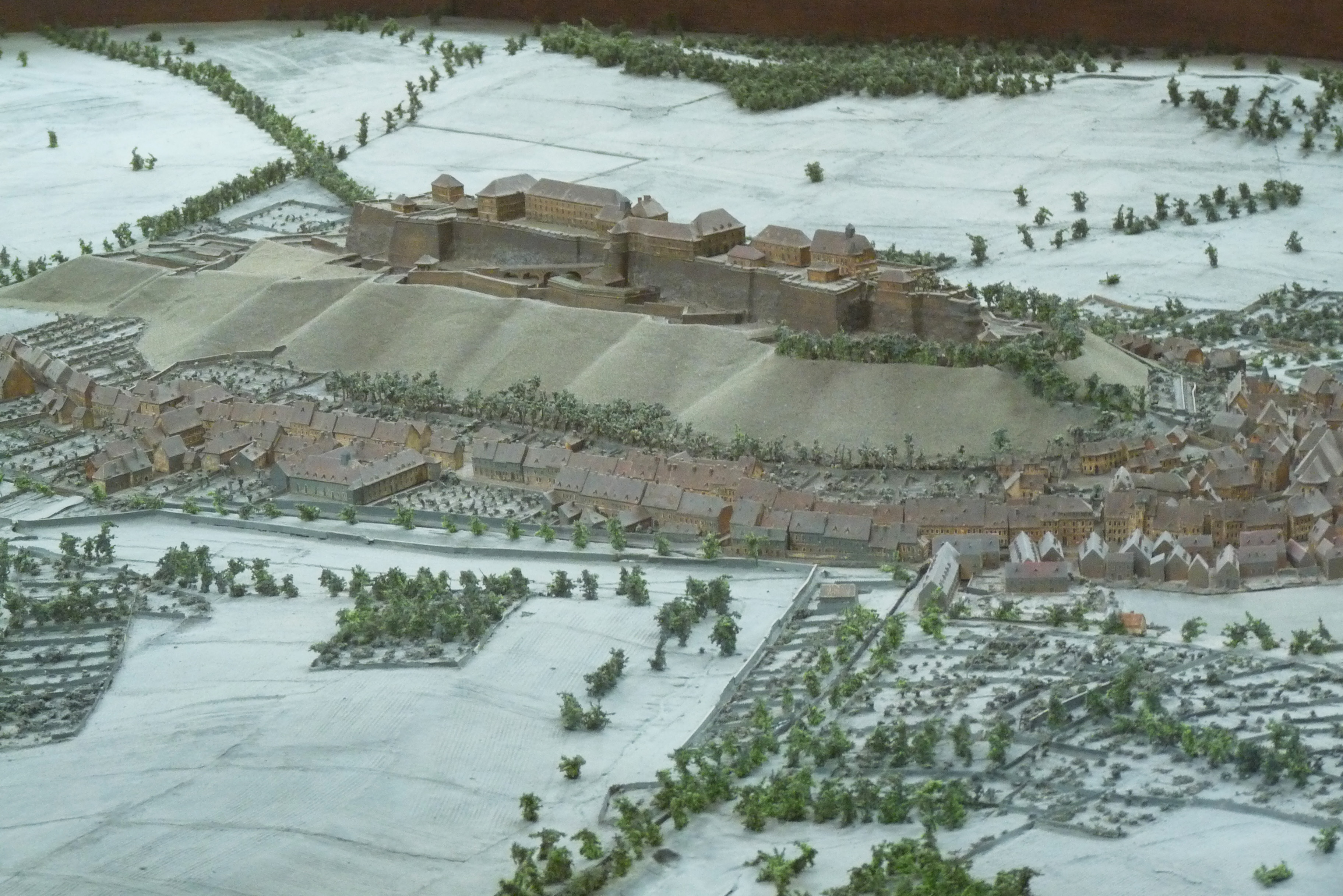
Plan-relief de 1794.

La citadelle de Bitche fait partie du réseau des grands sites de Moselle.
Un plan-relief de la ville de Bitche, datant de 1794 et classé monument historique depuis 1983, est exposé dans le musée. Au travers de son complexe souterrain, un parcours muséographique audiovisuel plonge les visiteurs à la découverte de l'histoire de la forteresse.

## Jardin pour la Paix
Le Jardin pour la Paix, situé entre la citadelle et la ville, fait partie du réseau « Jardins sans limites ».